# Softwarebedrijf
Een softwarebedrijf is een bedrijf dat verschillende vormen van software produceert, zoals technologie, distributie en productontwikkeling. Een bedrijf dat software uitgeeft wordt ook wel een softwarehuis genoemd, een persoon die zich bezighoudt met het programmeren van software wordt een softwareontwikkelaar genoemd.
Het wetenschappelijk veld dat zich bezighoudt met softwareontwikkeling wordt software engineering genoemd. Dit is een vakgebied binnen de informatica.

## Typen
Er zijn verschillende typen softwarebedrijven:
- grote en bekende bedrijven die Commercial off-the-shelf (COTS) software produceren
- kleinere bedrijven die aangepaste software leveren aan andere bedrijven en ondernemers
- bedrijven die gespecialiseerde COTS software leveren
- bedrijven die Software as a Service (SaaS) produceren
- een application service provider (ASP)
- produceren van software-onderdelen (componenten)
- bedrijven die uitsluitend maatwerksoftware produceren en leveren

## Rollen
Binnen een softwarebedrijf zijn drie belangrijke rollen:
- Business analist, bekijkt de zakelijke behoefte op de markt
- Softwareontwikkelaar, ontwikkelt de technische specificaties en schrijft de software
- Softwaretester, test software en bewaakt de kwaliteit

In de grotere bedrijven worden vaak specifieke functies aangesteld, zoals:
- Technisch schrijvers, voor het samenstellen van de documentatie en (installatie)handleidingen
- Grafisch ontwerpers, voor het ontwerpen van een gebruikersomgeving
- Gebruikerservaring (UX, UED), ontwikkelt aan de hand van feedback een ontwerp voor goed en eenvoudig gebruik van de software
- Consultants, voor het operationeel stellen van de ontwikkelde software
- Onderhoudstechneut, leveren van technische ondersteuning

## Efficiëntie
Een goede organisatie binnen een softwarebedrijf kan het efficiënter laten draaien. Door in een internationaal bedrijf bijvoorbeeld teams op te delen in verschillende tijdzones kan zo een 24-uurs werkdag worden verkregen. Ook kan een testteam in een tijdzone die acht uur voorloopt de gevonden bugs doorgeven aan een team programmeurs die later starten op de dag.
Veel softwarebedrijven hebben een manier om de eigen efficiëntie te kunnen meten. Dit wordt vaak gedaan via kritieke prestatie-indicators (KPI's). Dit zijn variabelen om prestaties van ondernemingen te analyseren, en waaraan valt af te lezen of een organisatie op koers ligt ten opzichte van haar doelstellingen.

## Grote softwarebedrijven
De Forbes Global 2000 is een ranglijst van bedrijven van groot naar klein op basis van een combinatie van vier factoren: omzet, winst, activa en marktkapitalisatie.
Enkele grote softwarebedrijven in de groep "Software & Programming" binnen de Forbes-lijst van 2019 zijn:
1. Microsoft
2. IBM
3. Oracle
4. SAP
5. Adobe Systems
6. VMware
7. Symantec
8. Salesforce.com
9. Computer Associates
10. Red Hat